# Tom Sawyer (film 1917)
Tom Sawyer è un film del 1917 diretto da William Desmond Taylor.
Dopo un cortometraggio di pochi minuti del 1907, è questa la prima versione cinematografica del romanzo di Mark Twain Le avventure di Tom Sawyer (1876), di cui copre le vicende narrate nella parte iniziale del libro. Secondo un'accettata convenzione del tempo, i ruoli principali furono affidati a giovani attori ventenni dal fisico minuto e dall'aspetto giovanile che potessero passare per adolescenti. Così è per Jack Pickford (Tom), Robert Gordon (Huck) e George Hackathorne (Sid), affiancati da alcuni "veri" attori bambini come Antrim Short (Joe) e Clara Horton (Becky).
Lo stesso cast girò in contemporanea anche il sequel Huck and Tom, basato sulla seconda parte del romanzo Le avventure di Tom Sawyer, uscito poi l'anno successivo (1918).

## Trama
Tom vive in una cittadina sul fiume allevato dalla zia Polly. I suoi amici sono Huck Finn e Joe Harper: tutti e tre sono dei ragazzi che amano vivere liberi e un po' selvaggi. In paese arriva anche una nuova ragazzina, Becky per cui Tom perde la testa.
Imbrigliato dalle regole sociali - quelle che apprezzano un tipo di conformismo come quello esibito da suo fratello Sidney, il classico bravo ragazzino - Tom mette in atto con i suoi amici il progetto di andarsene dal paese per andare a vivere da pirati, su un'isoletta disabitata in mezzo al fiume. I tre prendono una barca, una provvista di tabacco e qualche pezzo di carne sotto sale, e spariscono nel nulla.
Mentre loro vivono alla grande, pescando, giocando, fumando e chiacchierando, tutto il paese, disperato, si mette alla loro ricerca. Passa il tempo e i tre cominciano ad avere qualche nostalgia della vita di casa: Joe della mamma, Tom della zia e di Becky. L'unico a non avere rimpianti è Huck, che vive come sempre da vagabondo.
Una sera, Tom di soppiatto torna in paese e si avvicina nel buio alla finestra di casa sua: vede la zia che piange per lui, credendolo morto. Il cuore di Tom si intenerisce. Scoperto che dopo qualche giorno ci sarà il funerale per i tre ragazzi morti, Tom propone ai compagni di tornare indietro e di presentarsi in chiesa durante la funzione. Il colpo di scena dei tre redivivi crea grande sensazione: zia Polly e Becky abbracciano Tom, felici di rivederlo, senza neanche rimproverarlo.

## Produzione
Il film, girato nel Missouri, a Hannibal nel settembre del 1917, fu prodotto dalla Oliver Morosco Photoplay Company. La Paramount volle fare anche un seguito dal titolo Huck and Tom che il regista William Desmond Taylor girò in contemporanea, usando gli stessi attori.

## Distribuzione
Il film fu distribuito dalla Paramount Pictures e uscì nelle sale il 10 dicembre 1917 dopo una prima a New York tenuta il 2 dicembre.
Nel 2000, venne distribuito in una versione DVD di 44 minuti dalla Library of Moving Images. Il 22 novembre 2004, la Unknown Video lo fece uscire in un DVD della durata di 59 minuti masterizzato da una copia in 16 mm. insieme a Little Mary Sunshine, un film di 46 minuti che aveva come interprete Baby Marie Osborne. I due film avevano un accompagnamento musicale di Bob Vaughn all'organo elettrico .